# Reflex (biologie)

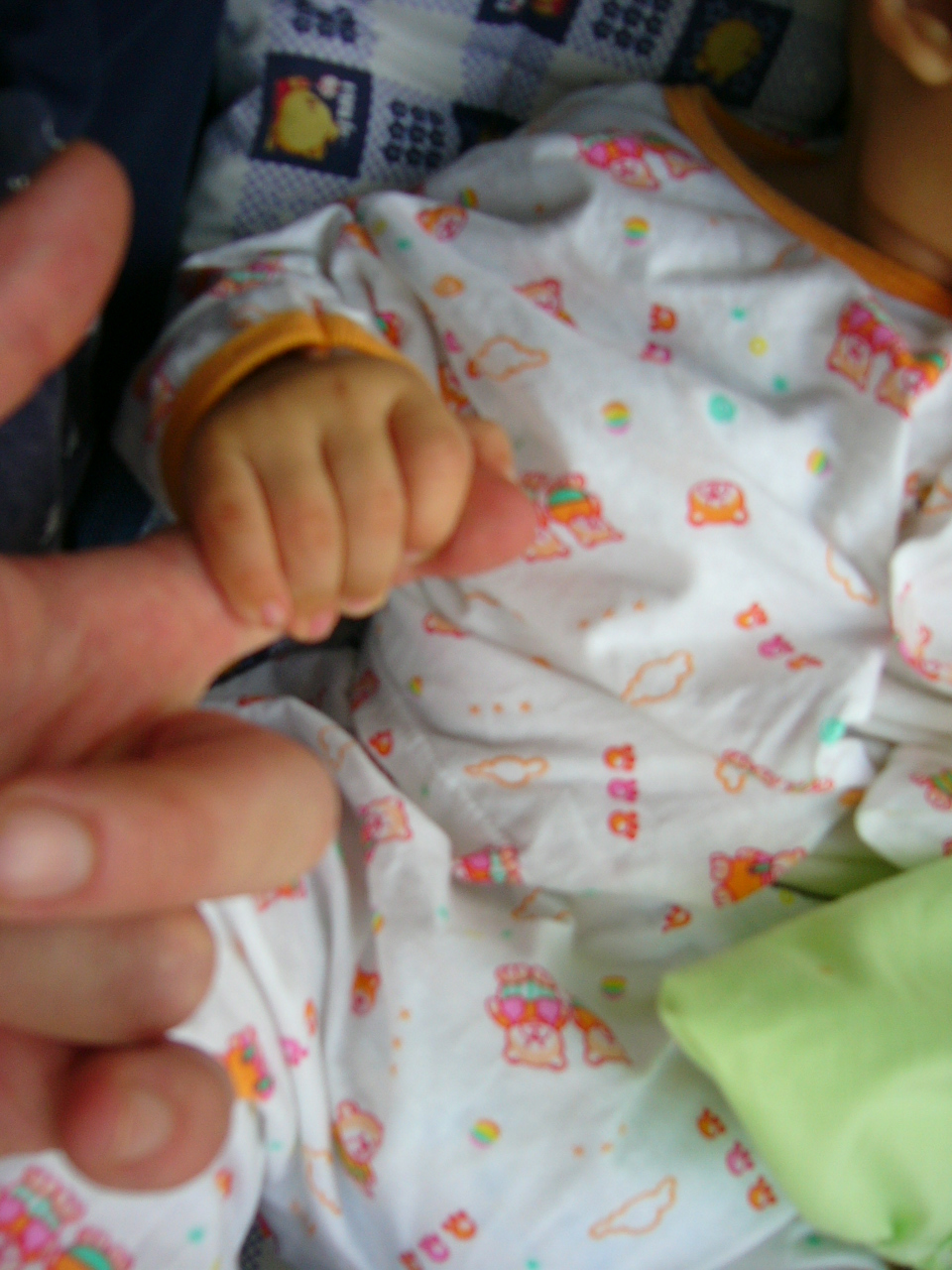
Grijpreflex bij een baby

Een reflex is een onwillekeurige reactie van de spieren op een prikkel, een (onwillekeurige) reactie van het lichaam op een prikkel, waar geen cognitief denkproces aan vooraf gaat.

## Algemeen
Reflexen verlopen meestal via de reflexboog. Hierbij loopt een impuls via een receptor en afferente zenuwvezel (naar het centrale zenuwstelsel toelopend) naar het ruggenmerg en gaat vandaar uit via een efferente zenuwvezel (van het centrale zenuwstelsel aflopend) naar een doelorgaan. 
Reflexen  kunnen zowel betrekking hebben op dwarsgestreepte spieren van het skelet als op de gladde spieren van organen die deel uitmaken van het autonome zenuwstelsel, zoals bloedvaten, pupil en inwendige organen als maag, blaas en darm, maar ook de hartspier en de speekselklieren.

## Soorten reflexen

### Eenvoudige reflexen
Reflexen kunnen vrij eenvoudig verlopen, zoals monosynaptische reflexen (zie afbeelding) van de skeletspieren. Men spreekt ook wel van spinale reflexen. Hierbij is sprake van slechts één schakel of synaps in het ruggenmerg. Een belangrijke rol spelen hier de proprioreceptoren. Deze liggen in de gewrichten, pezen en spierspoelen van een spier. Spinale reflexen van de spieren verlopen zeer snel en worden ook wel spier-eigenreflexen genoemd. De receptor ligt hier namelijk in het reagerende orgaan zelf: de spier reageert als gevolg van de rekking van de spier zelf. Veel van deze reflexen ontstaan via goed beschreven neuronale circuits. Vaak veroorzaakt uitrekking van die spier dan een samentrekking.
Een bekende reflex is de kniepeesreflex. Deze reflex ontstaat door een plotselinge rek van de bovenste dijbeenspier, bijvoorbeeld door het uit balans raken van het lichaam, maar ook tijdens lopen, springen e.d. Peesreflex is dan ook een onjuiste naam; spierrekkingsreflexen dekt de lading beter. De actieve samentrekking van de bovenste dijbeenspier is dus een reactie op de eerdere passieve rekking ervan. Tegelijkertijd gaat dit gepaard met een ontspanning van de antagonistspier. Het laatste gebeurt via een remmend tussenneuron in het ruggenmerg. Dit voorbeeld illustreert dat zelfs bij eenvoudige reflexen sprake kan zijn van meerdere zenuwcellen of interneuronen tussen het sensorische en motorische neuron. Deze dienen om een gecoördineerde beweging waarbij meerdere spieren zijn betrokken tot stand te brengen.

### Complexe reflexen
Meer complexe reflexen verlopen via meerdere synapsen. Zo lopen de reflexen van het autonome zenuwstelsel via een extra synaps in het ganglion, een streng zenuwcellen die buiten het ruggenmerg loopt. Dit is dus een extra station dat gepasseerd wordt op weg naar het doelorgaan, bijvoorbeeld een speekselklier, gladde spier of de hartspier. De prikkels die deze reflexen veroorzaken zijn bijvoorbeeld pijnprikkels, of prikkeling van mechanoreceptoren en chemoreceptoren van inwendige organen zoals de long, maag-darmkanaal en bloedvaten. De eindorganen worden bovendien door twee soorten efferente zenuwvezels aangestuurd, een orthosympathisch en een  parasympathisch deel. De reflexen die via meerdere synapsen lopen, zijn langzamer en worden ook wel vreemde reflexen genoemd. Dit wil zeggen dat de receptor die de prikkel ontvangt hier ruimtelijk gescheiden is van het reagerende orgaan. Een voorbeeld is de buigreflex waarbij prikkeling van de voetzool leidt tot buiging  van gewrichten in het been. Andere voorbeelden zijn de corneareflex, hoesten en niezen.

## Invloed van hersenfuncties
Complexere reflexen worden bovendien vaak ook nog beïnvloed door activiteit van de  hersenen, zoals de hypothalamus die programma's van het autonome zenuwstelsel bijstuurt. Echter ook spinale reflexen staan onder supraspinale invloed. Zo kan hersenactiviteit de gevoeligheid van spierspoelen vergroten via in de spoel gelegen gamma-motoneuronen. Een hoger activiteitsniveau van de hersenen kan bijvoorbeeld de sterkte van een spierreflex doen toenemen. Ook de schrikreflex kan versterkt worden door angst.

## Automatisch gedrag
De term reflex wordt soms ook wel gebruikt als aanduiding van automatische, aangeleerde reacties. Een voorbeeld is het aanleren van bewegingen in de sport of bepaalde motorische vaardigheden. Een automobilist trapt in een reflex op de rem als er onverwacht iemand oversteekt. Door training wordt de lichamelijke reactie op een prikkel vastgelegd in neurale circuits. De kleine hersenen spelen hierbij een belangrijke rol. Ook de reflexen die ontstaan door klassieke conditionering (Hond van Pavlov) vallen in deze categorie. Deze aangeleerde lichamelijke reacties ontstaan mede onder invloed van het bewustzijn en de hersenen. De hier genoemde aangeleerde reacties komen dan ook via meer complexe neurale circuits in de hersenen tot stand, dan de banen van de reflexen die louter via het ruggenmerg lopen.

## Overzicht van reflexen

### Spierrekkingsreflexen
- achillespeesreflex (APR)
- bicepspeesreflex (BPR)
- carpofalangeale reflex
- kniepeesreflex (KPR)
- tricepspeesreflex (TPR)

### Huidreflexen
- buikhuidreflex
- voetzoolreflex
- cremasterreflex

### Pseudobulbaire reflexen(pathologisch)
- buccale reflex
- corneamandibulairreflex
- glabellareflex
- mandibulaire reflex
- snoutreflex

### Overige reflexen
- accommodatiereflex
- anale reflex
- blaasreflex
- braakreflex, keelreflex of farynxreflex
- bulbocavernosusreflex
- cochleopalpebrale reflex
- corneareflex
- dreigreflex
- duikreflex
- geeuw
- grijpreflex
- hoestreflex
- krabreflex
- lichtreflex (direct en indirect of consensueel)
- Moro-reflex
- Ferguson-reflex
- niesreflex
- oculocefale reflex
- optische niesreflex
- palmomentaalreflex
- pupilreflex
- reflex van Hoffmann-Trömner
- schrikreflex
- slikreflex
- tepelzoekreflex
- vestibulo-oculaire reflex
- zuigreflex

## Medische aspecten
Bij het onderzoek van de boogreflexen in de medische praktijk wordt vooral gelet op de symmetrie van de reflexen. Zonder afwijkingen, zijn reflexen aan beide zijden van het lichaam even heftig. Een reflex kan afwezig of overdreven aanwezig zijn. In de meest uitgesproken vorm spreekt men van clonus. Afwezige reflexen noemt men areflexie, verminderde reflexen hyporeflexie, vergrote reflexen hyperreflexie.
Sommige reflexen, zoals de mororeflex, de zuigreflex en de grijpreflex zijn alleen bij pasgeboren baby's aanwezig en verdwijnen op latere leeftijd. 
Areflexie wijst in de richting van een perifeer zenuwletsel. Bij overdreven reflexen, wordt eerder aan een centraal zenuwstelsel in de hersenen of in het ruggenmerg gedacht.
Een concatenatie (gebonden keten) van reflexen noemt men een instinct.